# Каисиепо, Франс
Франс Каисиепо (индон. Frans Kaisiepo; 10 октября 1921, о. Биак Папуа, Голландская Ост-Индия — 10 апреля 1979, Джаяпура, Западная Новая Гвинея) — индонезийский государственный и политический деятель. 4-й губернатор провинции Папуа (1964—1973). Национальный герой Индонезии.

## Биография
Папуас по происхождению. В 1945 году прошёл подготовку на курсах голландской гражданской администрации.
В молодости увлёкся идеями индонезийского национализма.
Активный участник борьбы за независимость Папуа и Индонезии. Выступал за объединение Нидерландской Новой Гвинеи с Индонезией.
В июле 1946 года был в числе делегатов на конференции в Малино, на которой выступал противником создания Государства Восточная Индонезия, инициированного Нидерландами.
В марте 1948 года участвовал в мятеже, вспыхнувшем на острове Биак, против голландского правительства.
Подвергался преследованиям со стороны голландских властей, в 1954—1961 годах находился в заключении. После освобождения из тюрьмы в 1961 году был одним из основателей Ирианской партии.
После обретения независимости Индонезией в 1964—1973 гг. был губернатором провинции Папуа.
За плодотворные усилия по объединению Папуа с Индонезией в 1973 году был избран депутатом Папуа на выборах в Народный консультативный конгресс. В 1977 году назначен в Высший консультативный совет в качестве представителя по делам Папуа.
Ф. Каисиепо принадлежит название Ириан-Джая (Западная Новая Гвинея).
Похоронен в пантеоне героев индонезийской революции на о. Биак.

## Память

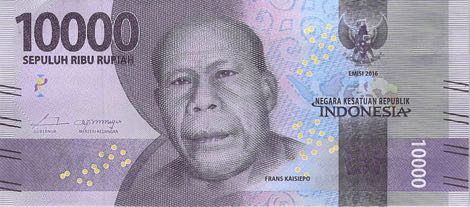
Банкнота Индонезии номиналом 10 000 рупий с изображением Ф. Каисиепо

- В 1993 году в связи с 30-й годовщиной передачи Папуа индонезийскому государству признан Национальным героем Индонезии.
- Именем Ф. Каисиепо назван международный аэропорт на о. Биак.
- В 2016 году изображение Ф. Каисиепо помещено на банкноту Индонезии номиналом 10 000 рупий.